# Шелухино (Вологодская область)
Шелухино — деревня в Шекснинском районе Вологодской области.
Входит в состав сельского поселения Сиземского, с точки зрения административно-территориального деления — в Сиземский сельсовет.
Расстояние до районного центра Шексны по автодороге — 38,3 км, до центра муниципального образования Чаромского по прямой — 7 км. Ближайшие населённые пункты — Ворново, Плосково, Рамешка.
По переписи 2002 года население — 1 человек.